# 擠花袋

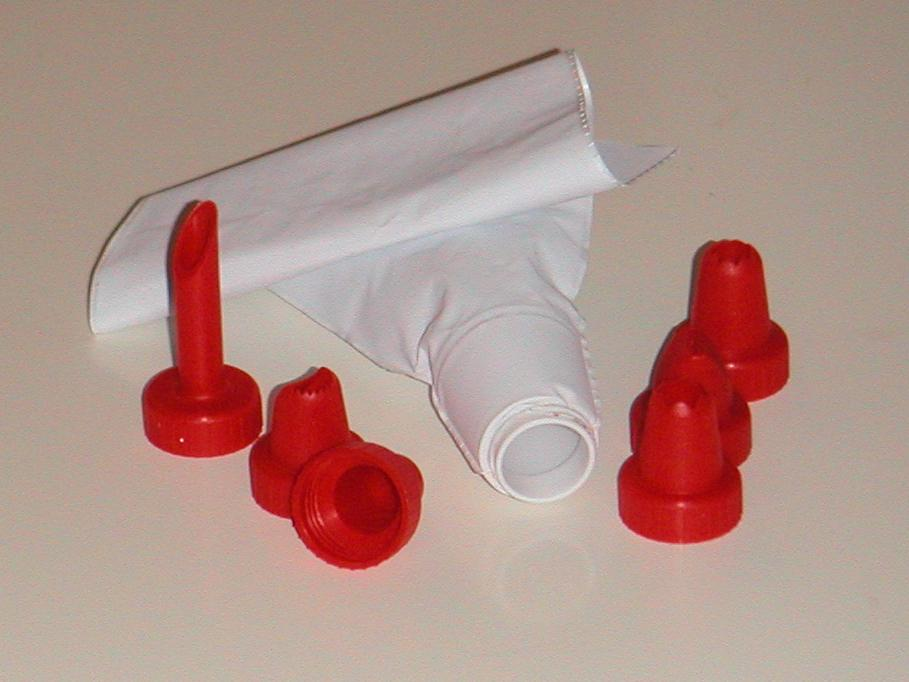
一種具有可以插入前端零件內環的便宜擠花袋及各種可旋緊在內環的前端開口的塑膠擠花嘴。

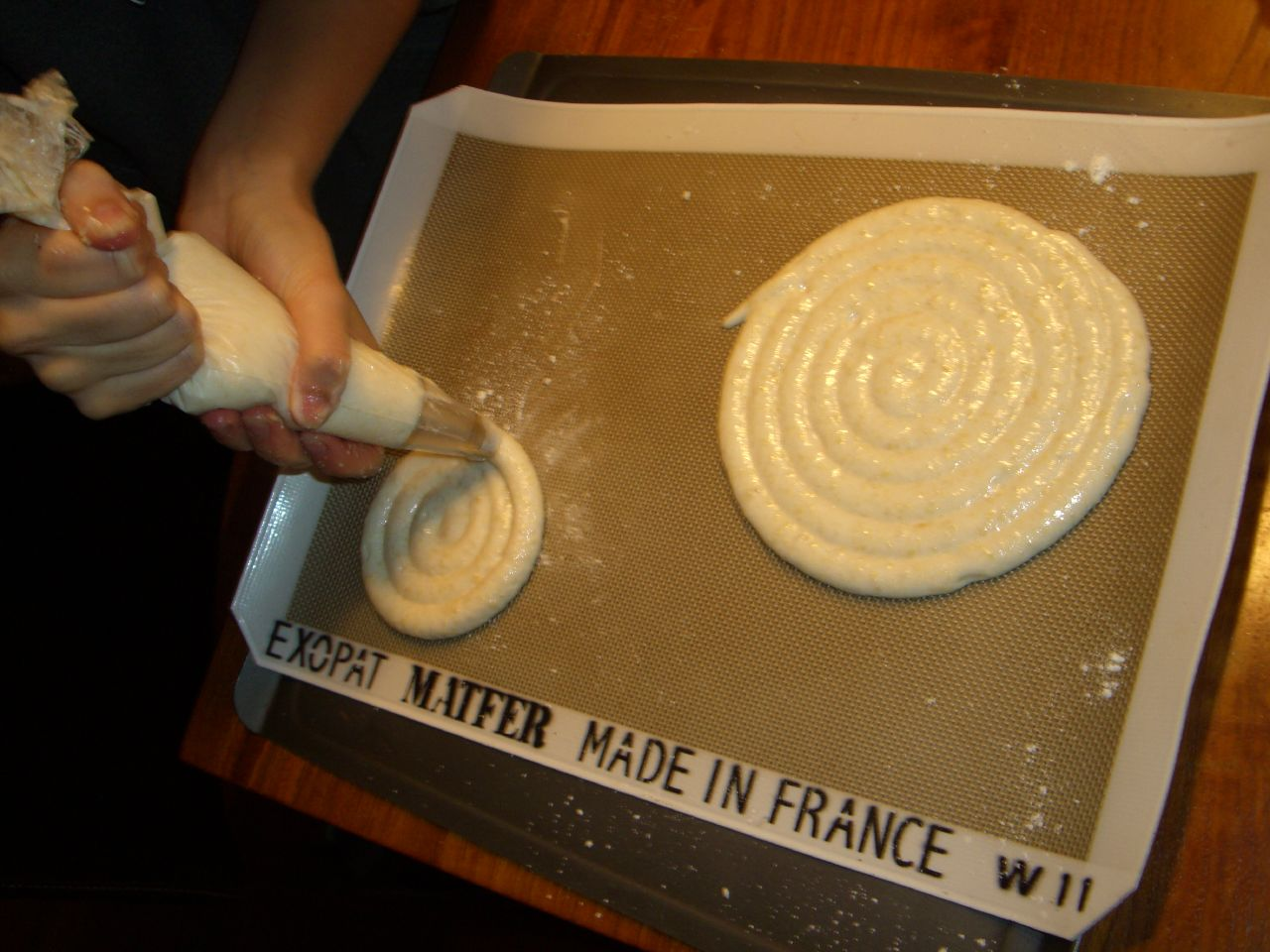
在一個烤盤上擠達克瓦茲蛋糕的蛋白霜圓盤。

擠花袋通常是一種錐形或三角形的袋子，由布、紙、塑膠或羊的腸衣等材料製成，用於手擠壓讓填充在內的膏狀半固體食物由前端一個狹窄的開口被擠出，通常配有一個成型的擠花嘴(或是稱為擠花頭)，有多種用途，特別是用於糕餅的裝飾或是擠糖霜。它由另一端的較寬的袋口填充，以捲起或扭曲的方式閉合袋口，再擠壓出其內容物。許多不同形狀的擠花嘴用於產生星形、葉子形和花瓣形等橫截面；一個簡單的圓形擠花嘴可以擠出圓形，也可用於填充如泡芙等的糕點。
除了擠糖霜，擠花袋也常被用於擠蛋白霜和打發的鮮奶油，以及填充果醬或卡士達醬到甜甜圈中。擠花袋也用於製作泡芙、閃電泡芙及手指餅乾。也會用來做開胃菜如魔鬼蛋、發泡黄油及馬鈴薯泥 (尤其是「公爵夫人烤馬鈴薯泥」)。
可重複用的擠花袋通常由尼龍、聚酯、橡膠或防水(上膠膜)的棉質材料製成。 使用後可以清洗並晾乾。高品質的擠花袋可以使用多年。
當然，用便宜塑膠製成的抛棄式擠花袋不需要清洗 。裝食物用的塑膠袋也可用來作擠花袋。對於少量和精細的擠花，可以將醬料填入捲成錐形的烹飪用羊皮紙或蠟紙，再將寬邊折疊幾次將其關閉，然後把尖端切成所需的任何形狀來當成擠花袋。這對少量融化的巧克力非常有用，因為可以切出一個非常小的孔，當巧克力冷卻並堵塞時，就可將其丟棄。
可交換式的擠花嘴大都是成套的; 特定的擠花嘴常常可以單獨購買。其可能是鍍鉻、不鏽鋼或是塑膠的。 每一個擠花嘴都是錐型且具有一個較大而不會使其由小開口端掉出來的底座;在某些情況下，擠花嘴會在填充食物前先被塞到裝到擠花袋。當需要在袋中食物未被擠光前就更換擠花嘴，可以用成對的轉接環：內環先放入袋內並由孔端將部份推出，裝上擠花嘴再將外環旋緊於內環上。一些便宜的組合是可抛棄式塑膠膜，帶有內建的環和旋入式塑膠擠花嘴尖端（見上圖）。 許多食品（包括糖霜和加壓過的“噴霧罐”型鮮奶油）都可以購買用可抛棄式包裝，且具有擠花袋的功能。